# RedSka
RedSka is een Italiaanse ska-punkband opgericht in Romagna, in 2001.

## Geschiedenis
In 2004 brachten ze hun eerste studioalbum uit, getiteld Mi son sbagliato nel confondermi. Het album werd uitgegeven door Sana Records en Audioglobe Records. Het is een ska album met sterke invloeden van onder andere reggae, hardcore punk en rocksteady. The Hormonauts en Enri, twee andere Italiaanse bands, zijn ook te horen op het album.
In 2007 werd het album opnieuw uitgebracht. Er werd videomateriaal van een aantal live optredens en een videoclip bijgevoegd. Het album werd uitgegeven door One Step Records, een onafhankelijke platenmaatschappij opgericht door de zanger van de band.
In 2008 bracht RedSka een nieuw studioalbum uit, getiteld Le mie Prigioni. Ook dit album werd door One Step Records uitgegeven. Het album is ruwer en agressiever dan voorgaand album, wat geldt voor het geluid en de teksten. De teksten gaan vooral over politiek, religie, oorlogen en rassendiscriminatie.
De band begon aan een lange tour, met veel optredens in Kroatië, Zwitserland, Oostenrijk, Duitsland, Frankrijk en Tsjechië.
In 2011, toen de band precies 10 jaar bestond, ging RedSka terug naar de studio om te werken aan het derde studioalbum, getiteld La Rivolta. Tijdens het maken van het nieuwe album werden er nog twee platen uitgebracht: MSSNC, via het Duitse label Mad Butcher Records, en een splitalbum met The Overtreders, Rude League (Mad Butcher Records). Dit laatste album werd uitgebracht in Europa en daarna gevolgd door een tournee in Duitsland eind 2011 ("Rude League Tour 2011"). Na de aankondiging van de twee singles op de officiële website van de band (het titelnummer "La Rivolta" en het nummer "Hooligan Rudeboys"), bracht de band in 2012 het langverwachte album La Rivolta uit. Ook dit album werd gevolgd met een tour door Europa.

## Leden
- Il Duca - zang
- Lord RockSteady Montz - gitaar
- De Veggent - keyboard
- Aflo - basgitaar
- Gelo - drums

## Discografie
Studioalbums
- 2004 - Mi son sbagliato nel confondermi
- 2008 - Le mie prigioni
- 2011 - MSSNC
- 2012 - La rivolta
- 2014 - The Mighty Live

Overige albums
- 2011 - Rude League (splitalbum met The Offenders)
- 2013 - "Bella Ciou" (single)
- 2016 - "Red Spring" (single)